# بقعة (مدينة)
بقعة هي بلدة ومركز مقاطعة بقعة في ولاية طشقند في أوزبكستان.